# Colle dei Merchi
Colle dei Merchi è un rilievo degli Appennini centrali che si trova nel Lazio, nella Rieti, nel comune di Borbona.